# De Haan’s Bus & Coach
De Haan’s Bus & Coach ist ein von den Brüdern Luit und Nicolaas de Haan 1951 in Parow, Südafrika gegründetes Unternehmen zur Herstellung von Kutschen und Omnibussen. Heute ist das Unternehmen der älteste Bushersteller Südafrikas.

## Geschichte
Erste Aufmerksamkeit erregten die beiden 1952, als diese zum Jan van Riebeeck Festival 1952 im Auftrag sechs Repliken der Zeederberg-Kutsche anfertigten. Dazu vermaßen die Unternehmer nun das Original, welches im Johannesburg Museum aufbewahrt wird und fertigten zur Nachbildung Skizzen und detailgenaue Baupläne an. Schnell wurde das Unternehmen in Südafrika bekannt und verkaufte ihr Fahrzeug im ganzen Land. Vor allem der Goldrausch in manchen Regionen verhalf zu diesem Erfolg.
Als dieser Boom dann in den frühen siebziger Jahren endete, beendete das Unternehmen die Entwicklung/Produktion eigener Fahrzeuge und startete die Montage von CKD-Kits auf Basis der Busse von MAN.
Seit 2007 werden allerdings auch CKD-Kits des 120 R im Auftrag der MCV montiert. 2011 kamen die Modelle Challenger 125, Challenger 138 und Superior 140, die als MAN vermarktet werden, dazu. Die Leitung des Unternehmens haben derzeit die beiden Auswanderer-Söhne Peter und Andre de Haan inne. Im März 2010 wurde das Unternehmen von der MCV Corporate Group aufgekauft und auf diese Weise in das Unternehmen eingegliedert. Der Unternehmensname bleibt allerdings noch weiterhin bestehen.  Seit 2013 gibt es den MCV 121 Sphinx. Der Superior 140 wurde unterdessen zum MCV S140 Challenger aufgewertet. Den Challenger 125 hat man einfach in S125 umbenannt.